# Herbert Müller (Architekt)
Herbert Müller (* 28. Februar 1920 in Halle an der Saale; † 7. Juli 1995 ebenda) war ein deutscher Bauingenieur und Architekt, der durch seine Bauten mit hyperboloiden Betonfertigteilschalen bekannt wurde. Er selbst nannte sie „HP-Schalen“. Müller hatte einen großen Anteil am Aufbau des Stadtviertels Halle-Neustadt, in dem auf Initiative des damaligen SED-Bezirksleiters Horst Sindermann die neuesten Baukonstruktionen in der DDR zur Anwendung kamen. Müllers Bauten zählen Architekturhistoriker zur Nachkriegsmoderne.

## Leben und Werk
Herbert Müller wuchs als Sohn eines wohlhabenden Müllers in Döllnitz in der Elster-Saale-Aue auf. Als Jugendlicher begeisterte er sich für das Segelfliegen und wurde daraufhin im Zweiten Weltkrieg als Stuka-Pilot ausgebildet und eingesetzt. Nach Kriegsende studierte Müller Bauingenieurwesen und Architektur. Danach wurde er technischer Leiter des Wohnungsbaukombinats (WBK) Halle.
1954 meldete Müller seine Entwicklung für ein „Stahlbetonfertigteil als Bogenelement“ als eine doppelt gekrümmte Hyperboloidfläche zum Patent an. Konkurrenz bekam Müller aus West-Deutschland, dort meldete 1956 der Essener Bauingenieur Wilhelm Silberkuhl sein Patent zur „Dachkonstruktion aus gekrümmten Schalen, insbesondere aus doppeltgekrümmten Stahlbetonschalen“ an. Es wurde unter dem Namen „Silberkuhl‐Schale“ oder „System Silberkuhl“ ein Begriff. Bei beiden Schalentypen wurde der Spannstahl in einem Spannbett vorgespannt. 1961 erfolgte ein Patentstreit, bei dem Müller gegen eine Abfindung von 10.000 DM auf sein bundesdeutsches Patent verzichtete. Erst danach gab die Bauakademie der DDR ihren Widerstand gegenüber Müllers Innovationen auf, und sein 1954 angemeldetes Patent wurde am 7. April 1961 ausgegeben. Da man jedoch in der DDR technologisch nicht in der Lage war, diese Schalen herzustellen, wurde im August 1961 eine Gruppe von Spezialisten in den Westen geschickt, um sich die Produktion anzusehen, darunter auch Müller.
Der Vorteil dieser Schalenbau-Elemente lag in der „erhöhten Knick- und Biegesteifigkeit“, was auch eine sehr erwünschte Materialersparnis zur Folge hatte. Neben der Materialreduktion waren das geringe Eigengewicht und eine hohe Belastbarkeit von Nutzen. Die Fertigteile ließen sich selbst bei großen Spannweiten noch wirtschaftlich herstellen und auf der Baustelle mit ein bis zwei einfachen Derrickkränen unkompliziert aufstellen. Damit war kein aufwändiger Aufbau eines Turmdrehkrans und der dazugehörigen Gleise erforderlich. Durch eine variabel angeordnete Reihung dieser halbschalenförmigen Bauteile konnte Müller wellenförmige Wände und Dächer erstellen. Diese Gebäudewellen sorgen wiederum einen auflockernden Kontrast zu den umliegenden Blockbauten.

„Gerade die HP-Schalen schienen mir nun eine Art Leichtigkeit des Seins auszustrahlen, sie waren wie ein Kontrapunkt zur Starre und Geradlinigkeit der Wohnblocks.“

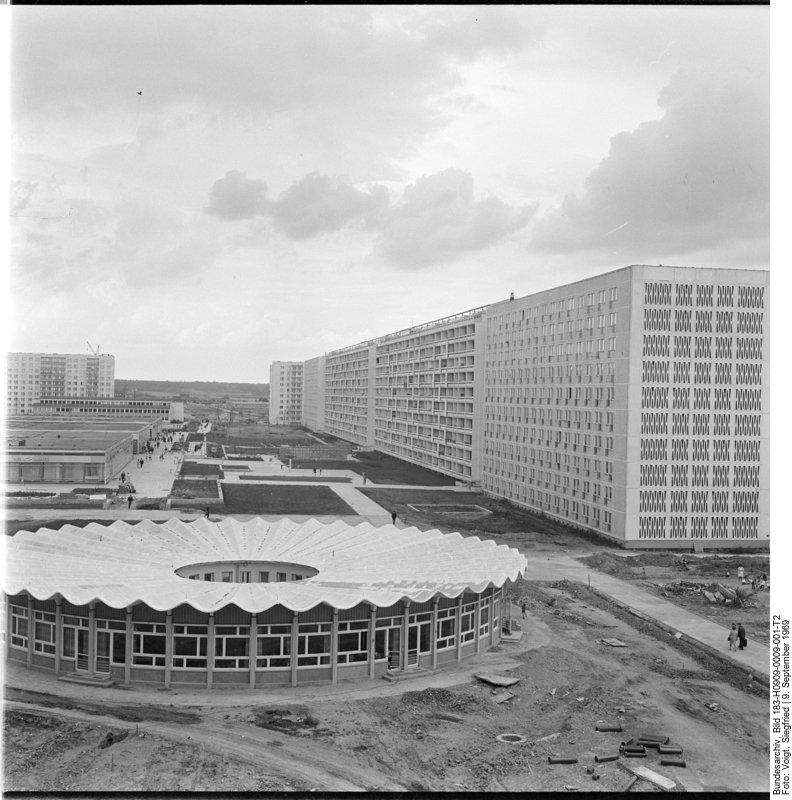
Radialer Delta-Kindergarten in Halle-Neustadt, im Hintergrund Wohn-Block 10

Seine dachdeckenden Halbröhren („HP-Schalen“) haben eine leichte Längskrümmung wie etwa die frühere Schulturnhalle am Stadion von Halle-Neustadt (siehe Bild). Diese doppelte Krümmung der Bauteile wird als „Sattelfläche“ bezeichnet, ist aber kein hyperbolisches Paraboloid, wie es vielleicht die Bezeichnung „HP-“ vermuten lässt, sondern ein Hyperboloid. (Die Hyparschalen des Bauingenieurs Ulrich Müther hatten die Form eines hyperbolischen Paraboloids.)
Müller präsentierte 1964 als sein erstes Schalenbauwerk einen Wartepavillon, den sogenannten Schmetterling, auf dem Marktplatz in Halle (Saale). Seine Erfindung prägte die unterschiedlichsten Bauten der „Ost-Moderne“ wie etwa Sporthallen, Kaufhallen, Kindergärten, Funktionsgebäude, Betriebsstätten, Brücken, so dass er vom Volksmund bald „Schalenmüller“ genannt wurde. Am bekanntesten wurden das Panoramamuseum Bad Frankenhausen für das Bauernkriegspanorama, das Raumflug-Planetarium „Sigmund Jähn“ in Halle (Saale) sowie die Delta-Kindergärten, Rundbauten mit einem strahlenförmig (radial) angeordneten Wellendach.
Mit dem Uni-HP-System entwickelte Müller ein modular einsetzbares Baukastensystem von Schalen‐Fertigteilen, das landesweit zum Einsatz kam, vor allem bei Sport‐ und Schwimmhallen. Einige seiner Sporthallen wurden als Wiederverwendungsprojekt eingestuft und daher in großen Stückzahlen errichtet wie etwa die KT 60 HP mit rund 300 Exemplaren und die MT 90 HP mit rund 150 Exemplaren.
1968 wurde Herbert Müller mit dem Nationalpreis III. Klasse für Wissenschaft und Technik ausgezeichnet für seinen Anteil an den beispielgebenden Leistungen bei der Entwicklung und Produktion von industriell vorgefertigten hyperbolischen Betonfertigteilschalen. Außerdem erhielt er die staatliche Auszeichnung Verdienter Erfinder.
Die frühere Volksschwimmhalle Lankow in Schwerin konnte 2015 noch zu Beginn ihres Abrisses teilweise unter Denkmalschutz gestellt werden und wurde schließlich einer Sanierung und einem Umbau in ein Wohngebäude unterzogen (Bauen im Bestand). Das Raumflug-Planetarium Sigmund Jähn dagegen wurde ein Opfer des mangelnden Interesses von Stadtrat und Behörden und daher Ende 2017 abgerissen.

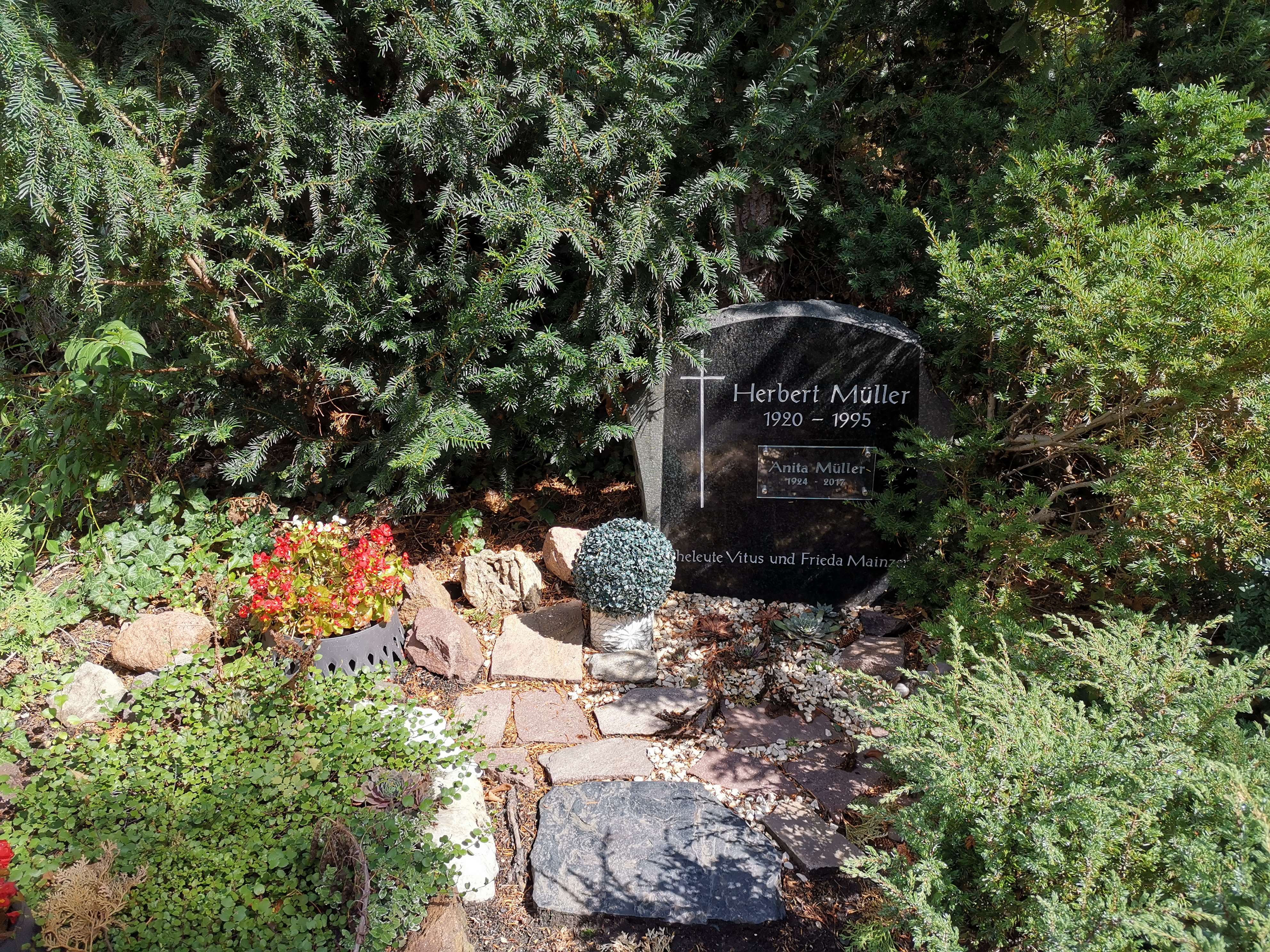
Grab von Herbert Müller, Friedhof Kröllwitz, Halle

Herbert Müller starb im Juli 1995, die Trauerfeier fand auf dem Gertraudenfriedhof statt. Sein Grab befindet sich auf dem halleschen Friedhof Kröllwitz (neuer Friedhofsteil, Abteilung 8, Erdwahlgrabstätte 1–2). Er hinterließ seine Ehefrau Anita, geborene Mainzer (1924–2017) und mehrere Söhne, darunter den Fotografen Knut Mueller. Mit Ausstellungen, Vorträgen und der Übergabe seines Teil-Nachlasses an das Stadtarchiv Halle macht Knut Mueller auf das Lebenswerk seines Vaters aufmerksam.

## Schriften
- Die HP-Schalenbauweise in ihrer bisherigen Anwendung. In: Deutsche Architektur, 15. Jahrgang 1966, Heft 2, S. 83–91.
- Das Uni-HP-System. In: Deutsche Architektur, 18. Jahrgang 1969, Heft 10, S. 631–633.

## Werkschau

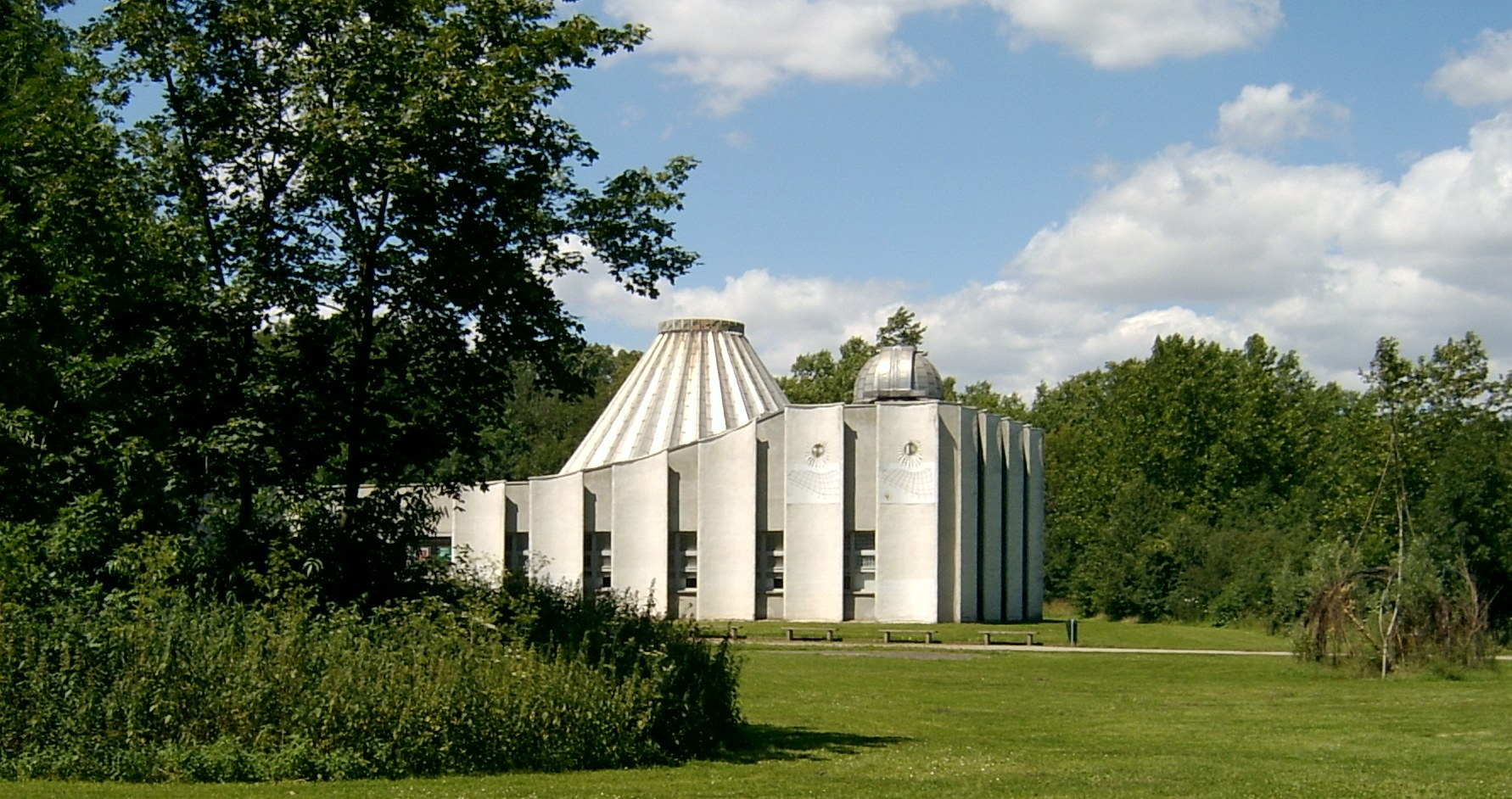
Raumflug-Planetarium „Sigmund Jähn“, Halle an der Saale auf der Peißnitzinsel (abgerissen 2018[29])
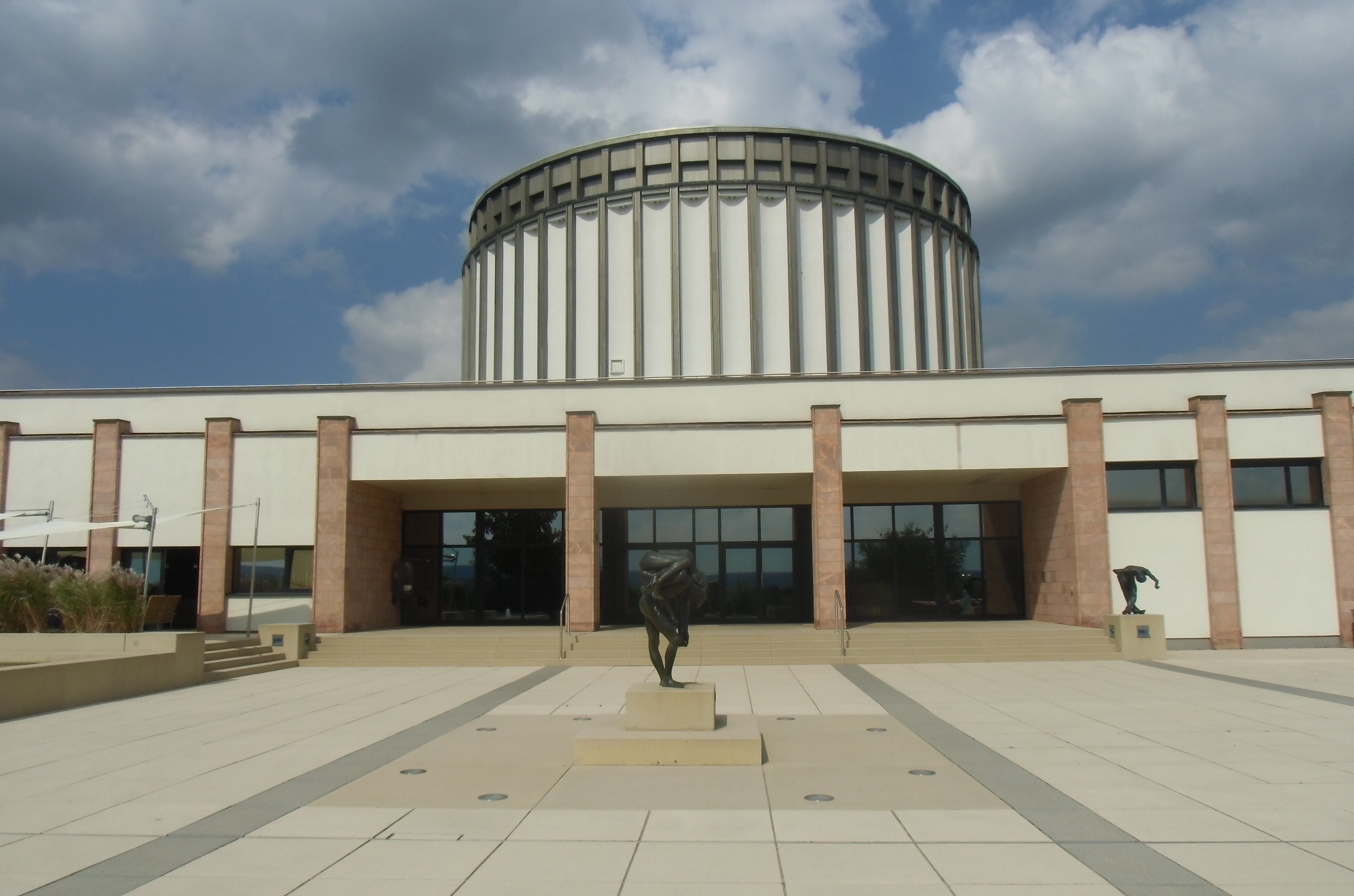
Panoramamuseum Bad Frankenhausen mit Eingangsgebäude
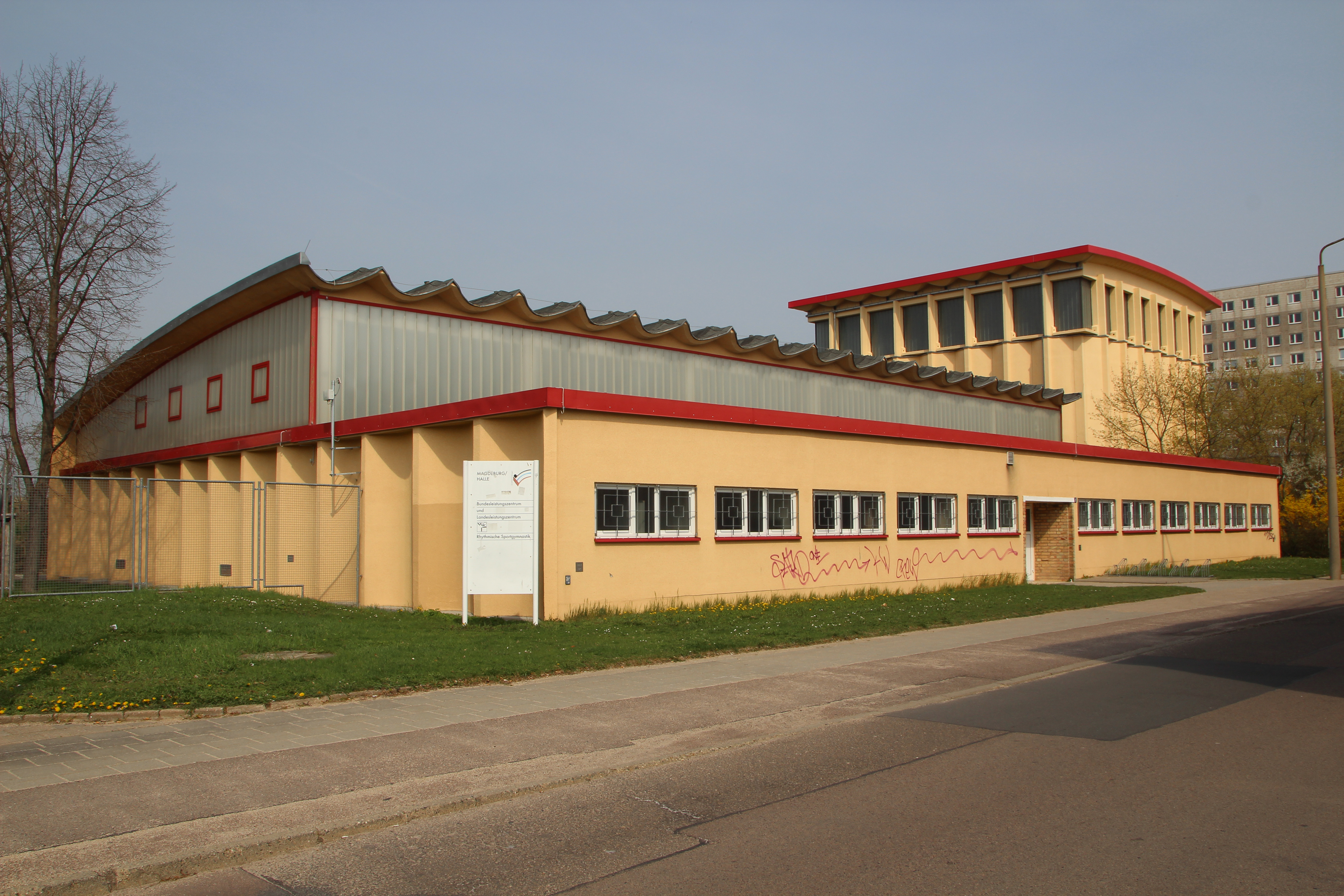
Schulturnhalle am Stadion, heute Landesleistungszentrum für Rhythmische Gymnastik, Halle-Neustadt
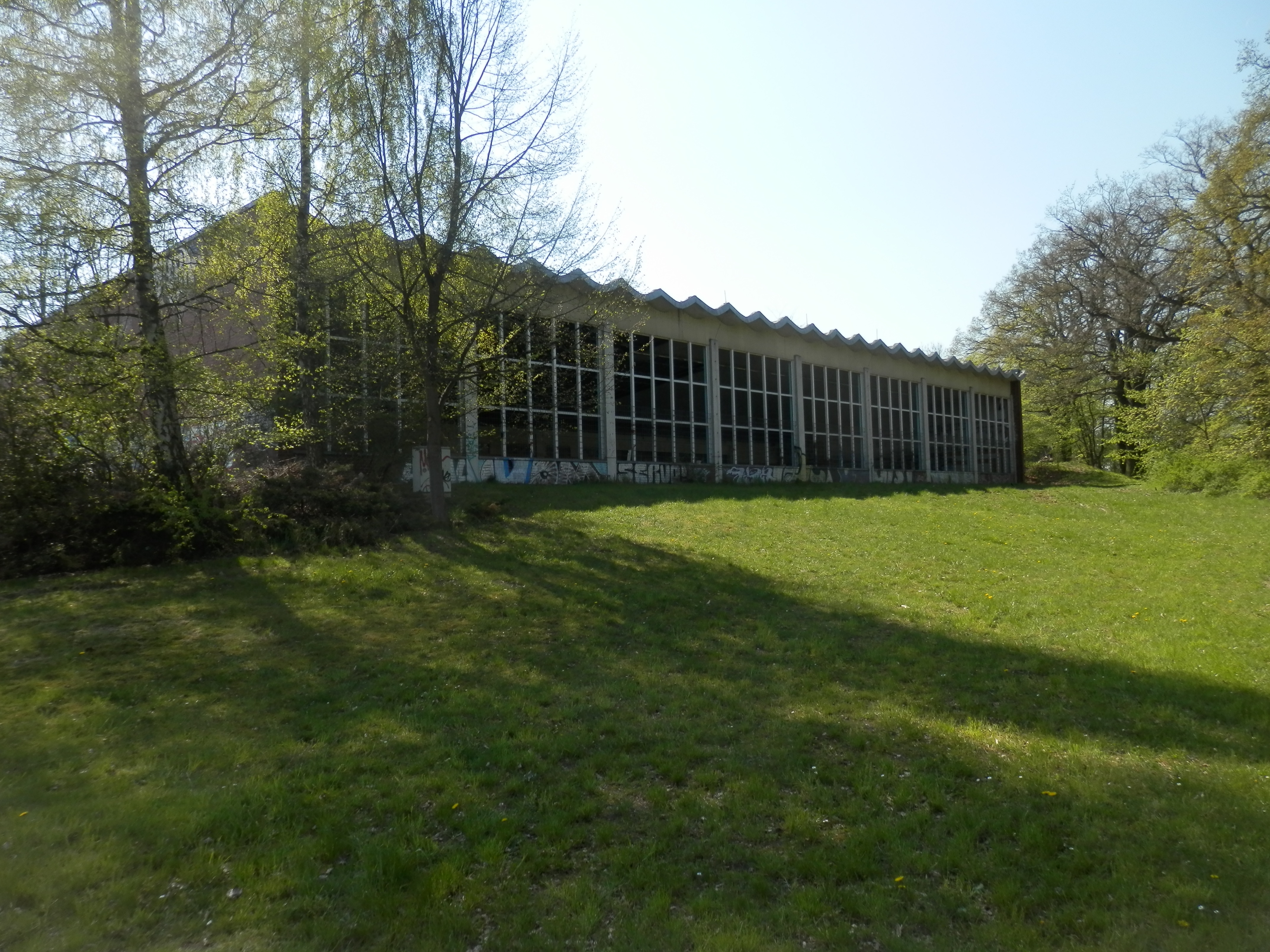
Volksschwimmhalle Lankow in Schwerin
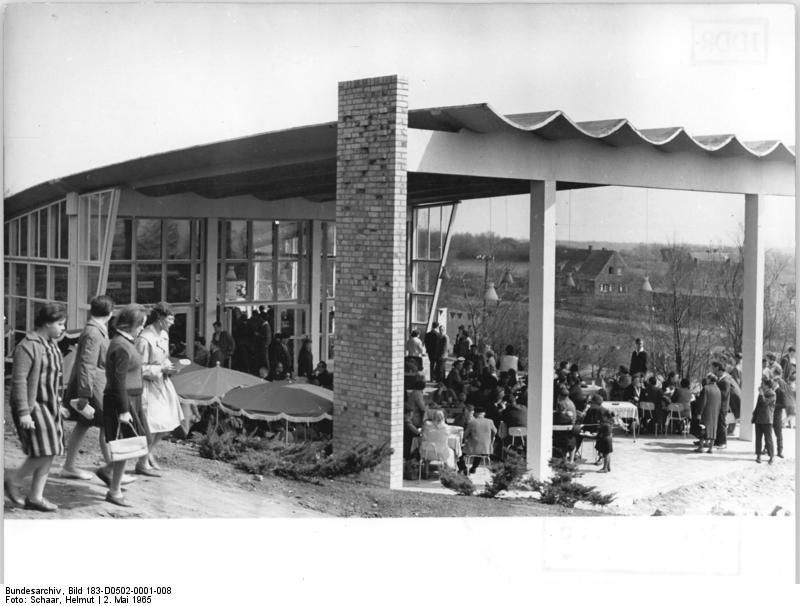
Pavillon am Petersberg bei Halle (1965)
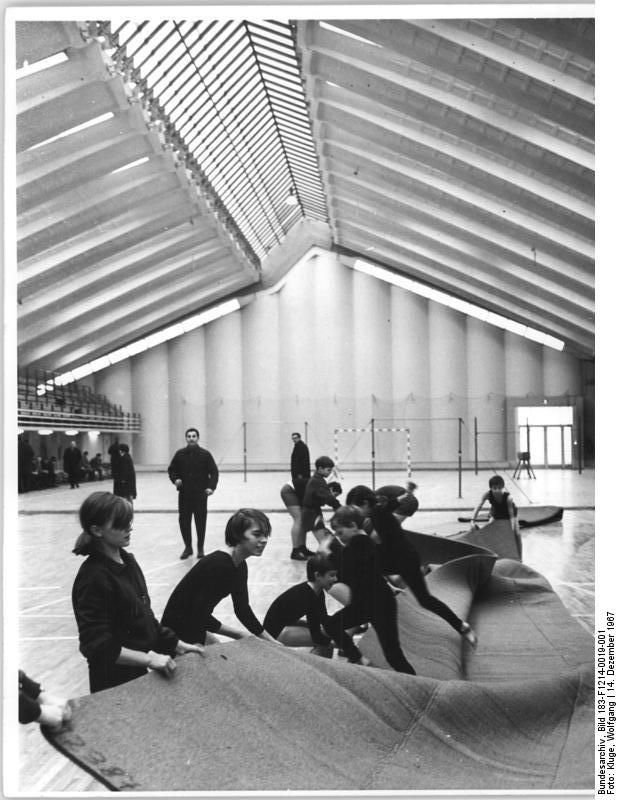
Große Sporthalle am Bildungszentrum, Halle-Neustadt (1967)

## Ausstellungen

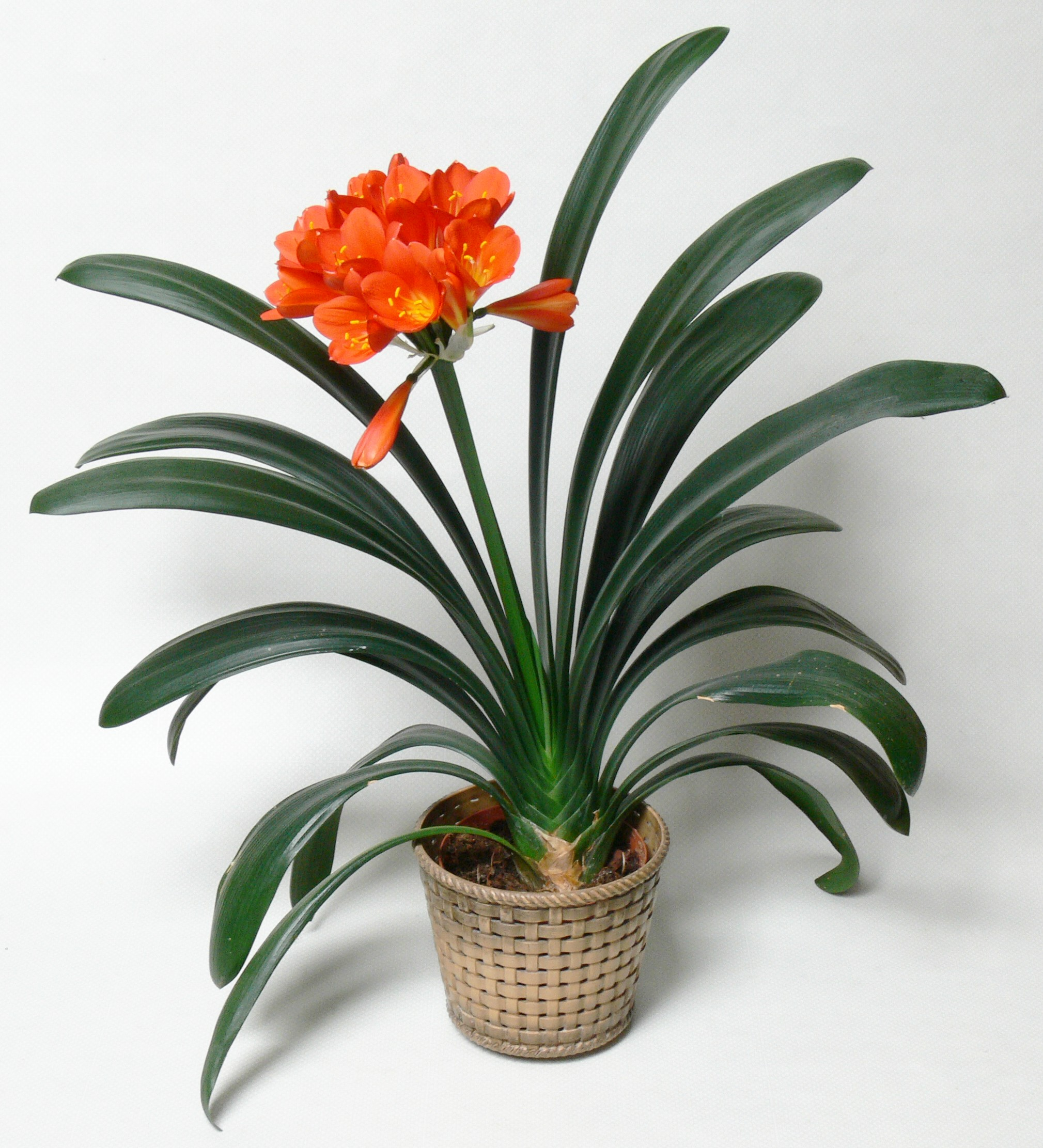
„Gummibaumblätter“ einer Klivie (Riemenblatt)

- 2014: Vom Gummibaumblatt zum Weltniveau. HP-Schalenbauweise in Halle-Neustadt als Vorreiter der Ost-Moderne. im Stadtmuseum Halle, 13. Juli – 2. November 2014[30]
- 2015: Vom Gummibaumblatt zum Weltniveau in den Schweriner Höfen, Schwerin, 9. September – 30. September 2015[31]
- 2018: Vom Gummibaumblatt zum Weltniveau. HP-Schalenbauweise in Halle-Neustadt als Vorreiter der Ost-Moderne. Bauhaus-Universität Weimar, Foyer Hörsaalgebäude, 20. Juni – 15. Juli 2018[27]